# مزاعم حول وجود مختبرات أسلحة متنقلة عراقية
خلال الفترة التي سبقت حرب العراق، زعمت الولايات المتحدة أن العراق يمتلك مفاعلات حيوية، ومعدات معالجة أخرى لتصنيع ومعالجة الأسلحة البيولوجية التي يمكن نقلها من مكان إلى آخر إما بالقطار أو السيارة. ولم تنجح التحقيقات اللاحقة في العثور على أي دليل على امتلاك العراق لمختبر متنقل للأسلحة.
في الفترة التي سبقت غزو العراق عام 2003، كان السبب الرئيسي لحرب العراق هو الادعاءات بأن العراق فشل في وقف برنامج أسلحة الدمار الشامل بشكل شفاف وقابل للتحقق. في فبراير/شباط 2003، قدم وزير الخارجية كولن باول عرضاً أمام الأمم المتحدة أظهر فيه صورة حاسوبية لما يفترض أنها أسلحة متحركة لإنتاج عوامل بيولوجية. وقال إن العراق لديه ما يصل إلى 18 منشأة متنقلة لإنتاج الجمرة الخبيثة وسم البوتولينوم، وأضاف "إنها قادرة على إنتاج ما يكفي من المادة البيولوجية الجافة في شهر واحد لقتل الآلاف والآلاف من الناس". واستند باول في تأكيده على روايات أربعة منشقين عراقيين على الأقل، بما في ذلك مهندس كيميائي أشرف على إحدى المنشآت وكان حاضراً أثناء عمليات إنتاج مادة بيولوجية. بعد غزو العراق عُثر على مقطورتين و وصفا في البداية على أنهما مختبران متنقلان.
في الفترة التي سبقت غزو العراق عام 2003، كان السبب الرئيسي لحرب العراق هو الادعاءات بأن العراق فشل في وقف برنامج أسلحة الدمار الشامل بشكل شفاف وقابل للتحقق. في فبراير/شباط 2003، قدم وزير الخارجية كولن باول عرضاً أمام الأمم المتحدة أظهر فيه صورة حاسوبية لما يفترض أنها أسلحة متحركة لإنتاج عوامل بيولوجية . وقال إن العراق لديه ما يصل إلى 18 منشأة متنقلة لإنتاج الجمرة الخبيثة وسم البوتولينوم، وأضاف "إنها قادرة على إنتاج ما يكفي من المادة البيولوجية الجافة في شهر واحد لقتل الآلاف والآلاف من الناس". واستند باول في تأكيده على روايات أربعة منشقين عراقيين على الأقل، بما في ذلك مهندس كيميائي أشرف على إحدى المنشآت وكان حاضراً أثناء عمليات إنتاج مادة بيولوجية. بعد غزو العراق عُثر على مقطورتين وتم وصفهما في البداية على أنهما مختبران متنقلان.